# Regne d'Alba
El Regne d'Alba (gaèlic: Rìoghachd na h-Alba) fa referència al regne d'Escòcia entre la mort de Domnall II en 900, i la defunció d'Alexandre III en 1286, fet que va dur indirectament a les Guerres per la Independència escocesa.
El nom és apropiat, degut al fet que al llarg d'aquest període l'elit i la popularitat del regne eren predominantment gaèliques i normand-escoceses, i difereix notablement del període de la Casa d'Estuard, en el qual l'elit del regne era en la seua majoria angloparlant o de parla escocesa.

## Cort Reial
Es coneix poc de l'estructura de la cort reial escocesa en el període anterior a l'arribada dels normands a Escòcia, abans del regnat de David I. Es coneix un poc millor la cort en els últims anys del segle xii i el segle xiii.
- El Senescal va ser un càrrec hereditari des del regnat de David I. El cambrer tenia la responsabilitat de la casa reial i la seua administració.

- El Canceller estava a càrrec de la capella reial. Aquest era el lloc de culte del rei, però al final, tenia a veure amb els escrivans reials, responsables de guardar els arxius. Normalment, el canceller era un clergue, que ocupava aquest càrrec abans de ser promogut a un bisbat.

- El Camarlenc tenia el control i responsabilitat sobre les finances reials.

- El Condestable, també hereditari des del regnat de David I. Estava a càrrec dels recursos militars de la corona.

- El Majordom.

- El Marshal o Mariscal. El mariscal es diferenciava del condestable que estava més especialitzat, responsable de les forces reials de cavalleria.

En el segle xiii, els altres càrrecs tendien a ser hereditaris, amb l'excepció del canceller. La Casa Reial, venia amb altres càrrecs com el hostiarius, els caçadors, guardes forestals i cuiners.